# Immagini (singolo)
Immagini è un singolo del cantante italiano Nesli, pubblicato il 23 marzo 2018 come secondo estratto dal decimo album in studio Vengo in pace.

## Descrizione
Il brano, scritto dallo stesso Nesli e prodotto da Brando, parla della lotta contro il bullismo e, in generale, ogni tipo di violenza verbale, fisica, psicologica verso i più “deboli”.
A proposito della canzone, Nesli ha dichiarato:

## Video musicale
Il video ufficiale è stato pubblicato il 27 marzo 2018 sul canale VEVO ufficiale dell'artista. Il videoclip è diretto da Gaetano Morbioli.

## Tracce
Download digitale
1. Immagini – 3:48 (Francesco Tarducci)